# 유로콥터 AS350 에퀴아이
유로콥터 AS350 에퀴아이(프랑스어: Eurocopter AS350 Écureuil)는 유로콥터가 개발한 경량 다목적 헬리콥터이다. 이 헬리콥터의 사건 및 사고는 2019년 2월 당시 네팔에 있었던 2019년 타플중 헬리콥터 추락 사고가 대표적인 사건으로 손을 꼽힌다.h go 9u up

## 같이 보기
- 유로콥터 AS355 에퀴아이 2
- 유로콥터 페넥